# Кульберг, Биргит
Биргит Кульберг (швед. Birgit Cullberg, 3 августа 1908, Нючёпинг — 8 сентября 1999, Стокгольм, Швеция) — шведская танцовщица и хореограф.

## Биография
Дочь директора банка. Изучала, а затем преподавала литературу в Стокгольмском университете. Училась балетному искусству у Веры Александровой, а затем у Курта Йосса и Лилиан Карины. Танцевала в труппе Королевского Лондонского балета (1952—1957). В 1960 стала главным хореографом Стокгольмского городского театра. Ставила балеты в Великобритании, США, ФРГ, Италии, Дании, СССР, Польше, Чили, Иране.
В 1967 создала собственную труппу Кульберг-балет, приобретшую международную известность, и руководила ею до 1985 (впоследствии её руководство принял на себя Матс Эк). Её последняя постановка в труппе состоялась в 1987.
Похоронена на стокгольмском кладбище Скугсчюркогорден.

### Семья
В 1942—1949 была замужем за выдающимся актёром Андерсом Эком. Дети — Малин Эк, актриса; Никлас Эк, танцовщик; Матс Эк — хореограф.

## Постановки
Среди наиболее известных постановок Кульберг — «Фрёкен Юлия» (1950, по Стриндбергу), «Медея» (1953, на музыку Бартока), «Адам и Ева» (1961), «Федра» (1967), «Ромео и Джульетта» (1969), «Красное вино в зеленых бокалах» (1971) и др.

## Признание
Почётный профессор Стокгольмского университета. Командор Ордена искусств и литературы (1986). Её называли «матерью шведского балета».